# DeMarlo Hale
DeMarlo Hale (né le 16 juillet 1961 à Chicago, Illinois, États-Unis) est l'instructeur de banc des Blue Jays de Toronto de la Ligue majeure de baseball.

## Carrière
DeMarlo Hale, joueur de baseball évoluant principalement au premier but et au troisième but, est drafté en 1983 au 17e tour de sélection alors qu'il évolue à la Southern University de Bâton-Rouge, en Louisiane. Il joue quatre saisons en ligues mineures (1983-1986) dans l'organisation des Red Sox et une autre (1988) avec un club affilié aux Athletics d'Oakland sans atteindre la Ligue majeure de baseball.
Après sa retraite de joueur, il commence une carrière d'entraîneur dans les ligues mineures en 1992 avec le club-école Double-A des Red Sox de Boston à New Britain, où il est instructeur. Il demeure dans l'organisation jusqu'en 1999 et y connaît du succès comme manager à partir de 1993, et particulièrement en 1999 alors que l'équipe Double-A qu'il dirige, le Thunder de Trenton, remporte 92 victoires contre 50 défaites. Hale est nommé gérant de l'année dans les ligues mineures par Baseball America, The Sporting News et USA Today Baseball Weekly. Il part ensuite diriger des équipes dans le réseau de filiales des Rangers du Texas en 2000 et 2001.
De 2002 à 2005, DeMarlo Hale est instructeur au premier but chez les Rangers du Texas de la MLB. De 2006 à 2009, il est l'instructeur au troisième but des Red Sox de Boston avant de servir d'ajoint sur le banc à Terry Francona en 2010 et 2011.
En 2012, DeMarlo Hale commence sa première saison comme instructeur au troisième but des Orioles de Baltimore. À l'automne, il est candidat au poste de gérant des Red Sox de Boston mais ceux-ci choisissent plutôt John Farrell.
Après la saison 2012, il est un des candidats au poste de manager des Red Sox de Boston mais c'est finalement John Farrell qui est choisi. Le 24 novembre 2012, il est engagé par les Blue Jays de Toronto comme instructeur de banc, adjoint au gérant John Gibbons.